# Вук Лазаревић
Вук Лазаревић је млађи син кнеза Лазара и кнегиње Милице.
Рођен је после 1380. године пошто се зна да је његов старији брат Стефан рођен око 1377. године. У времену после Косовске битке 1389. године Вук заједно са братом, мајком и Јефимијом, удовицом деспота Угљеше Мрњавчевићa учествује у власти. Била је то нека врста породичног савета Лазаревића. У бици код Ангоре, Вук је са братом Стефаном и синовима Вука Бранковића - Гргуром и Ђурђем учествовао на страни Турака као вазал против Монгола предвођених Тамерланом. Браћа Лазаревић, после битке у којој су спасили живот Бајазитовом сину Сулејману, кренули су пут Србије морем и дошли у Зету код свог зета Ђурђа Балшића. Пре тога Стефан се код цара Византије, Јована VII Палеолога окитио титулом деспота.
После повратка у Србију, браћа Лазаревић су се суочила са нападом Ђурђа Бранковића и Турака. Ђурађ је успео да приволи Турке за овај напад незадовољан све већом доминацијом куће Лазаревић. У бици која се одиграла на Косову, Лазаревићи су поделили своју војску на сва дела. Вук командује већим одредом који напада одред под командом Ђурђа, али бива поражен и остаје са двадесетак војника. Стефан побеђује други турски одред и распламсавају се први сукоби међу синовима кнеза Лазара. Вук тражи део територије Србије за себе, али Стефан упорно одбија комадање земље. То проузрокује Вуков одлазак на двор Сулејмана, владара европског дела Турске. Кнегиња Милица је покушала да замоли султана Сулејмана да не подржи Вука. Дошло је до привременог затишја, а Стефан је ступио у преговоре са Угарском. Од краља Жигмунда добио је титулу витеза Змаја Првог реда, најпрестижнију угарску титулу. Схвативши да неће успети да преузме власт, Вук је наговорио Сулејмана за напад указујући на Стефанову поданост Угарима. Обећао је Турцима вазалство ако дође на власт. Почетком 1409. са турском војском, коју је предводио Гази Евренос, и групом незадовољних Срба напао је Стефана, а у међувремену им се придружује и Ђурађ Бранковић. Успевају да упадну до Београда и после преговора са Стефаном долази до поделе Србије у коме Вук узима јужни део, а деспот Стефан северни са Београдом. Старији брат је угарски, а млађи турски вазал, али Вук узима и половину прихода са Стефанове територије. Када је дошло до врхунца распламсавања сукоба међу Бајазитовим синовима 1409. године оба брата су у војсци Бајазитовог сина Мусе. Стефан је добио гаранције да ће за војевање добити од Вука одузете територије. Вук је такође добио гаранције да ће очувати своје територије па је увидевши Мусину дволичност одлучио да тајно склопи савез са Мусиним братом Сулејманом. Муса је због тога одлучио да казни смрћу Вука, али Стефан и поред дотадашњих размирица одлучио је да јамчи за брата. За то време Вук је побегао у Сулејманов табор. Из битке Сулејман излази као победник. Вук Лазаревић и његов сестрић Лазар Бранковић су чланови победничке војске и крећу према Србији.
Вук је желео да што пре освоји власт у земљи, али га је заробила Мусина војска. Покушао је да моли Мусу за опрост, али је ипак погубљен 1410.

## Порекло Вука Лазаревића
Вуково порекло по оцу не може се пратити далеко у прошлост. Његов деда Прибац био је логотет (канцелар) цара Стефана Душана. Мавро Орбин у Краљевству Словена кнеза Лазара помиње као сина Припца Хребељановића, али снажнијих потврда да се се Припчев отац звао Хребељан, нема. По родословима, Вукова мајка Милица била је потомак Немањиног сина Вукана. Наиме, Вуканов син Дмитар, у монаштву Давид, имао је сина Вратислава, Вратислав сина Вратка, а Вратко кћер Милицу.

## Обавезе према Турцима
Кнегиња Милица је највероватније до августа 1389. године одржала саветовање на ком су били присутни највиши представници Цркве и одана властела. На том саветовању су донете многе крупне одлуке, између осталог одлучено је да се успостави сарадња и мир са Турцима и да се прихвате вазалне обавезе према емиру Бајазиту.
Млади кнез Стефан и његов брат Вук су стицањем пунолетства били у обавези да прате Бајазита у свим ратним походима, са помоћним одредом своје војске. Након битке код Ангоре 1402. Године дошло је до раскидања вазалних односа са Турцима.

## Битка код Ангоре
Олакшање од турског притиска дошло је са Истока. Од јесени 1400. године један од највећих освајача света, Тимур, спремао се у рат против Бајазита. Кнез Стефан, његов брат Вук и сестрићи Гргур и Ђурађ Бранковић одазвали су се у борбу против Тимура као турски вазали. Константин Филозоф наводи да се тако они „нехотице бораху уз Турке, јер друкчије не беше могуће". У периоду пре битке код Ангоре створени су предуслови за сукобе између породица Бранковић и Лазаревић. Наиме, предуслови за њихов сукоб створени су још када је султан дао област Бранковића синовима кнеза Лазара, задржавши за себе само неке стратегијски важне тврђаве. Са друге стране, султан је Мари Бранковић и њеној деци оставио толико поседа „да би могли некако живети“. Пред битку код Ангоре, госпођа Мара и њени синови успели су да откупе своје поседе уз помоћ блага које су подигли у Дубровнику и Котору. Уочи битке код Ангоре, монахиња Јефимија је саставила Похвалу Светом кнезу Лазару. Она је страховала за животе младих Лазаревића који су морали да прате Бајазита у војном походу ка удаљеним крајевима централне Мале Азије. Обраћање Светом кнезу Лазару није било идеолошки и политички чин, већ жеља монахиње Јефимије да косовски мученик заштити животе његових и Миличиних синова.
„Но ако си и прешао из живота овога,
скрби и болезни чеда својих знаш
и као мученик слободу имаш пред Господом,
преклони колена пред Владиком који те венчао,
моли да многолетни у добру живот
вољена ти чеда проводе богоугодно,
моли да православна вера хришћанска
неоскудно стоји у отачаству ти,
моли победитеља Бога
да победу подари вољеним ти чедима,
кнезу Стефану и Вуку,
за невидљиве и видљиве непријатеље,
јер ако помоћ примимо с Богом,
теби ћемо похвалу и благодарење дати.
Сабери збор својих сабеседника, светих мученика,
и са свима се помоли прославитељу ти Богу,
извести Георгија,
покрени Димитрија,
убеди Теодоре,
узми Меркурија и Прокопија
и четрдесет севастијских мученика не остави,
у чијем мучеништву војују чеда твоја вољена,
кнез Стефан и Вук,
моли да им се пода од Бога помоћ,
дођи, дакле, У помоћ нашу, ма где да си.“
У једном писму које је Стефан писао Дубровчанима у мају или јуну 1402. године, Стефан је питао Дубровчане да ли би га они примили за свога грађанина. Одговор од Дубровчана уследио је у јуну исте године, у коме му они одговарају да су већ једном примили за своје грађане кнеза Лазара и његову породицу. Уједно моле Бога да Стефана и Вука „здравех носи“, а Стефану ће испунити жељу кад се буде вратио.
Битка код Ангоре забележена је у српским изворима као Демиров бој. Ова битка која се водила између Тимура и Бајазита почела је у петак 28. јула 1402. године рано изјутра. Битка се водила на простору који се зове Чубук оваси, североисточно од Ангоре, античке Анкире, а данашње турске престонице Анкаре. Српски извори ово место бележе под називом Анкира, Ангур или Јангур. Ово је била судбоносна битка у историји света, а Тимурова највећа и последња битка. Бајазитова војска је бројала око 85000 бораца. Међу Бајазитовим саборцима био је и Стефан Лазаревић са неких пет хиљада тешких оклопника. Стефан се противно турском обичају налазио на десном крилу.
Исход битке био је Бајазитов пораз и његов пад у заробљеништво. Он се у ропству код Тимура налазио неких седам месеци. Отровао се 8. марта 1403. године у Акшехеру у Анадолији. Стефан се јуначки борио, али увидевши да више нема наде да Бајазит победи, он је напустио бојно поље и упутио се у Брусу, а то се касније тумачило као његово бекство из боја.
Уз Стефана су се извукли из овог окршаја код Ангоре и његов брат Вук и сестрић Ђурађ, док су Гргура заробили. У међувремену се Гргур ослободио, закалуђерио се и умро као монах Герасим 13. марта 1408. године. Стефан, Вук Лазаревић и Ђурађ дошли су у Цариград.  Део српске војске упутио у Србију и у черномерским луговима, недалеко од Једрена, дочекали су их Турци и побили их. Командант турске војске био је Сариџе, онај који је у боју на Косову заробио кнеза Лазара.

## Битка код Трипоља
Бранковићи су уз помоћ Турака настојали да спрече повратак Лазаревића у земљу. Султан је прикључио своје чете одредима Бранковића уз наређење да у Србији заузму путеве и да тако спрече пролаз Лазаревићима. То су били путеви кои су припадали Бранковићима, а пресецали су Косово и Метохију. Крајем октобра 1402. године деспотова војска је из Бара кренула према средишњим деловима земље. Преко млетачких поседа и Скадра заобилазним путевима кренули су према манастиру Жичи. Циљ њиховог похода било је Косово и на том путовању пажљиво су избегавали путеве које су запосели турски одреди и снаге које су прикупили Бранковићи. Турске чете и Бранковићи окупили су се око Грачанице. Међу њима је владало неповерење, чак је и султан Сулејман упутио у своје одреде једног заповедника уз наредбу да мотри на понашање Ђурађа Бранковића.

Битка се одиграла 21. новембра 1402. године код Трипоља на Косову у близини манастира Грачанице. Деспот Стефан је своју војску поделио на два дела. Већи део војске поверио је свом брату Вуку Лазаревићу. Сматрао је да ако би један од њих двојице погинуо у боју да се бар онај други спасе и остане „благочастивом стаду пастир“. Вуков задатак био је да нападне одреде којима је заповедао Ђурађ Бранковић док је Стефан кренуо у јуриш против турских чета. У току борбе деспоту је помогао кесар Угљеша Влатковић пружајући му важна обавештења о плановима Турака, након чега се и сам придружио Стефану. Помоћ кесара Угљеше знатно је допринела исходу битке. Вук Лазаревић није одолео притиску непријатеља. Исход битке одлучио је деспот Стефан са својим одредима поразивши противника.
„Даде већину војника своме брату Вуку, а сам мањи део узевши са собом пође у бој. А исмаиљћанска војска била је даље, и она раздељена на два дела.“
„А млађи брат његов пође да удари на свога нећака (Ђурђа Бранковића), кога (Вука) хришћанска војска разбивши гоњаше. А са Ђурђем, нећаком  његовим, који је после био деспот свој српској земљи, беше и неки исмаиљћански велики војсковођа ради надзиравања његове (Ђурђеве) верности цару. А тада са Турцима беше ћесар Угљеша; он велику услугу учини посланством ка благочастивом (Стефану) од ових (Турака), јављајући њихове одлуке и намере; затим, ускоро после тога и сам прибеже под крило деспоту Стефану и земљу своју отачаску: Врању, Иногошт и Прешево прими и задржа. И постаде као неко крило хришћанима."
Лазаревићи су се након битке повукли у утврђени град Ново Брдо. Дошло је до неспоразума међу браћом у коме је Стефан пребацивао Вуку непознавање ратне вештине и губитке у људству, што је, вероватно повредило Вука и међу браћом створило јаз.
„После ове велике грачаничке битке дођоше оба брата (Стефан и Вук) у свој град Ново Брдо, град заиста сребрни и златни. Овај (Стефан) са победом, а овај (Вук) као побеђени. А благочастиви (Стефан), хотећи овога поучити ратној вештини, а још и жалећи због погинулих војника, рече му неке преке речи. А (Вук) мало почекавши и нашавши згодно време, побеже к Сулејману. “
Стефан је много жалио за изгинулим људством под Вуковом командом па је хтео да подучи брата ратној вештини. Стефан је у току подучавања рекао Вуку неке преке речи које је Вук примио к срцу. Након овога Вук је „мало почекавши и нашавши згодно време“ одбегао султану Сулејману у лето 1403. године. Њихова мајка је била преплашена и кренула је за својим млађим сином. У тој потрази запала је међу Турке. Одлучила је да оде код Сулејмана у Сер. Настојала је да увери султана да земљом влада законити владар Стефан, а не побуњеници, Вук Лазаревић или Ђурађ Бранковић. Ова посета донела јој је успех, успела је да смири напраситог Вука и тиме измири своје синове. Овакав потез Госпође Јевгеније историчари су разумели на различите начине. Код Константина Филозофа овај догађај је приказан двосмислено.
„А свеизабрана мати њихова (Милица), ишла је за њим чак у пределе исмаиљћанске, а не стигавши га на згодном месту, није се могла вратити из исмаиљћанских страна. Зато поће и к Сулејману и измиривши га са благочастивим сином својим (Стефаном), врати се.“
Односи између Лазаревића су сређени вероватно до краја 1404. године. Тим поводом су се кнегиња Милица и Вук Лазаревић вратили у Србију. Све су прилике да је кнегиња ипак пошла за Вуком да би посредовала у измирењу браће, а не из политичких разлога. Остаје неразјашњено питање да ли је Јевгенија том приликом измирила и Стефана са Сулејманом, али изгледа да је ипак успоставила мир и на међународном плану. Испоставило се да кнегиња Милица није трајно отклонила сукоб међу браћом. Опет се обистинило оно чега се мајка прибојавала, а то је да не букне „вражија завист между господином кнезом Стефаном и между господином му братом Влком… и разделе се“.

Након мајчине смрти 11. новембра 1405. године Вук се јавио са жељом да са братом дели земљу. Деспот Стефан на то није пристао и Вук је поново отишао Сулејману. Сулејману је одговарао овај поновни сукоб међу браћом, јер је био у јеку борбе са својим братом, а и забринуо га је Стефанов савез са краљем Жигмундом. Због тога је Сулејман примио Вука и дао му је прилично јаку војску под командом Евренуза. Средином фебруара 1409. године почео је Вуков напад на брата Стефана. Овај напад био је брз, изненадан, јак и иза себе је оставио пустош.
„Подиже, дакле, и овде напред поменутога Вука који измоли од цара (турскога) множину војника, тако рећи све силе његове. Тада цар Сулејман беше заузео и источне крајеве тако да дошавши Сулејману рече (Вук): „Ударићу на мога брата(Стефана) да ми или даде половину отачаске земље и градова којима ћу царству твоме служити, или ћу земљу попленити и сатрти је“. Ову молбу (његову Сулејман) веома брзо испуни. А посла са њиме онога који је од почетка био проливач хришћанске крви, који је истоимени са Исмаиљћанима у ратовима, који је и у великој бици на реци званој Марица био виновник проливања крви (Арванез); посла и друге изабране војводе. И дођоше дакле. А деспот Стефан није хтео благочастиво стадо, које Господ ослободи од ропства, опет даде у ропство да буде растргнуто. И шта је било после овога? Прођоше сву српску, као дивље звери пленећи, секући, уништавајући. Порушише и неке градове и, што је незгодније, то не беше бој са варварима, него (бој), који се не може лако бити – са једноплеменима."
Српски летописи под 1. јуном 1409. године бележе: ,,Плени Влк с Турци Србље (српску земљу); Плени Мусија с Волком Лазаревићем." Када је сазнао да је Вук са Турцима нападао Стефана, Жигмунд је хтео да заузме неке градове пре него што Турци уђу у њих. Краљ Жигмунд је дошао у помоћ Стефану са својом војском и Пипом Спаном. Жигмунд је чак и Млечанима предлагао да уђу у борбу, али су они одбили тај предлог и одмах обавестили Сулејмана о истом. Жигмундова помоћ није била од неке велике користи деспоту Стефану. Деспот није желео да пролива братску крв. Уздао се у то да ће се Вук убрзо уразумити, али је он већом жестином нападао. Вук је поткупљивао Стефанову властелу и неке је чак и придобио на своју страну, било поклонима или претњом. Стефана је  разочарало то што  је међу властелом било људи који су га напуштали у овако тешком тренутку. Он је пред Христовом иконом тражио утехе и охрабрења. Неким племићима је писао и писма у којима их је преклињао да му остану верни. Тада је настало чувено Слово љубве, које је написао деспот Стефан Лазаревић.
Стефан деспот,
најслађему и најљубазнијему,
и од срца мога нераздвојноме,
и много, двоструко жељеноме,
и у премудрости обилноме,
царства мојега искреноме,
(име рекавши),
у Господу љубазан целив,
уједно и милости наше,
неоскудно даровање.
Не зна се коме је упућено Слово љубве (Реч о љубави). Али је извесно да је тај вапај за слогом и љубави деспот писао управо када је био у неслози са братом Вуком, и када је Вук већ заузео половину земље.
Бејасмо заједно и један другом близу,
било телом или духом,
но да ли горе, да ли реке
раздвојише нас.
Стефан је поделио земљу са братом. Не зна се како је земља била подељена, али се помишља да је Вук добио крај јужно од Мораве, „што би обухватало област Ниша, Крушевца, Чачка, према турским и Бранковићевим границама, а Стефану да је остало оно што је још било земље према угарским границама“. Јуна 1409. године, Вук је признао врховну власт султана Сулејмана. Убрзо је желео да се ослободи те зависности. Од Млечана је преко својих посланика затражио да му пруже заштиту и да га изаберу за свог грађанина, што су ови и прихватили. (10.?) августа 1410. године Млечани су Вука „кнеза Србије“ (Comes Sclavonie) примили за млетачког племића. Млечани нису знали да је Вук тада био већ месец дана мртав.

## Последње године и смрт
За турски престо борила су се три брата, Сулејман, Мехмед и Муса. Муса је био суров и уливао је страх код људи. Њему су пришли влашки војвода Мирча и деспот Стефан Лазаревић. Муса је позвао деспота Стефана да му се придружи у борби против Сулејмана, чак га је ословио „братом“ и заклео се да ће му заузврат уступити неке области. Муса је позвао и Вука Лазаревића, Ђурађа и Лазара Бранковића у борбу против Сулејмана. У Венецији се већ јануара 1410. године знало да је почела борба између Мусе и Сулејмана. Муса је победио брата у бици код Галате, у којој је учествовао и деспот Стефан. Вук Лазаревић је такође био на Мусиној страни, међутим у Мусине руке је пало писмо које је било доказ да га је Вук изневерио. Муса се разљутио и говорио Стефану да пожури у Србију и да заузме Вукове области, док је  Муса планирао да погуби Вука. Деспот Стефан јесте био у свађи са братом, али није желео никакво зло брату, није похитао у Србију, већ је стао молити Мусу да се смилује на Вука, чак је желео да му докаже да Вук није неверан.
Сулејман је поразио Мусу у бици код Космидиона (15. Јуна 1410. Године). Након овог пораза Муса је остао са мало војске. Вук Лазаревић је био свестан да је изневерио Мусу и знао је да он жели да га погуби. Није био сигуран да ли ће брат Стефан успети да убеди Мусу у његову верност, па је исте ноћи пребегао Сулејману заједно са сестрићем Лазаром Бранковићем. Сада је Сулејман попут Мусе подстицао Вука и Лазара да стигну у Србију пре деспота Стефана и да освајају његове области. Када се Муса из Јамбола упутио у Једрене сазнао је да је Сулејман послао Вука и Лазара у Србију. Тада је одлучио да крене за Пловдив. Тамо је послао и бившег пловдивског команданта Алијаза. Алијаз је уочи 3. јула преноћио испред града, а сутрадан је ушао у Пловдив где је добио много присталица. Алијаз се одмах устремио на Вука који је био у Пловдиву. Што се тиче Вукових људи, неколицину је побио Алијаз, други су се разбежали и посакривали по кућама, а трећи су потргли мачеве, али их је Вук зауставио говорећи како је „згрешио господару“. Вук и Лазар су одведени код Мусе. Човек који их је спроводио звао се Аслахан. Он је дао Вуку јабуку, а Вук и Лазар сматрајући да ће се ускоро растати са животом желели су да се причесте, па су поделили јабуку са жељом и молитвом Господу да се сматра да су то узели као свето причешће. Неки људи су саветовали Муси да Вука остави у животу и да га искористи да приволи сестрића Ђурађа да приђе Муси. Међутим, неко од Мусиних људи је окривио Вука за пораз код Космидиона, јер да није побегао у Цариград, Муса би сигурно потукао Сулејмана.
Када је доведен пред Мусу, Вук се спустио да му пољуби руку. Муса се тада издрао на њега и наредио да му се одсече глава. Овај догађај српски летописац забележио је следећим речима: „Закла Муса Вука у Пловдиву 6. јула 1410. године.“
„А пре (тога) га изведоше пред цара како би му опростио кривицу; када је (Вук) хтео да (Муси) целива руку, рикну (Муса) на њега и ставши усправно стојаше. Када је (Вук) био посечен, одмах дође Сулејман гонећи Мусу.“

### Историјски извори
Писани историјски извори који сведоче о овом догађају.
- Деспот Стефан Лазаревић, Слово љубве
- Јефимија, Похвала Св. кнезу Лазару
- Константин Филозоф, Повест о словима, Житије деспота Стефана Лазаревића, Београд 1989.